# Lujac
Lujac war ein französischer Hersteller von Automobilen.

## Unternehmensgeschichte
Das Unternehmen hatte seinen Sitz an der Rue Jean-Jaurès in Levallois-Perret. 1924 stellte es Automobile unter dem Markennamen Lujac her. Danach verliert sich seine Spur.

## Fahrzeuge
Das einzige Modell wird als Cyclecar bezeichnet, allerdings ist unklar, ob es das Gewichtslimit von maximal 350 kg einhielt. Es wurde auch Propulcycle (propulsé = angetrieben) genannt. Es hatte einen Einzylinder-Zweitaktmotor mit rund 350 cm³ Hubraum. 76 mm Bohrung und ebenfalls 76 mm Hub ergeben rechnerisch 345 cm³. Der Motor leistete 4 PS bei 2400 Umdrehungen in der Minute. Damit war eine Höchstgeschwindigkeit von 60 km/h zu erreichen. Der Motor wurde mit einem Kickstarter angelassen.
Der kleine Wagen bot Platz für zwei Personen nebeneinander. Der Hersteller empfand den Sitzraum und die Federung als so gut, dass das Fahrzeug die Zusatzbezeichnung „Confortable“ erhielt. Das einzelne Hinterrad des dreirädrigen Fahrzeuges ließ sich leicht wechseln, ohne die Antriebskette neu einstellen zu müssen. Die Reifengröße betrug 650 ×75.